# Rhotana excelsa
Rhotana excelsa är en insektsart som beskrevs av Melichar 1915. Rhotana excelsa ingår i släktet Rhotana och familjen Derbidae. Inga underarter finns listade i Catalogue of Life.